# Styloctenium wallacei
Styloctenium wallacei is een endemisch soort vleerhond uit het geslacht Styloctenium die voorkomt op Celebes. Deze vleerhond is vernoemd naar de Britse natuuronderzoeker en mede-ontwerper van de evolutietheorie Alfred Russel Wallace. Deze vleerhond is tussen de 14,2 en 15,4 cm lang en weegt gemiddeld ongeveer 200 gram.

## Verspreiding en voorkomen
Styloctenium wallacei is waargenomen in Noord-, Midden-, Oost- en Zuidoost-Celebes en op de Togianeilanden. Styloctenium wallacei is zeldzaam, maar kan plaatselijk talrijk voorkomen. Het is een vleerhond die thuishoort in primair tropisch bos tot op een hoogte van 1000 m boven de zeespiegel. De soort komt ook voor in bos dat licht is aangetast, bijvoorbeeld voor de teelt van koffie en cacao. Styloctenium wallacei staat als gevoelig op de internationale rode lijst omdat het leefgebied inkrimpt door ontbossing en omzetting van regenwoud in landbouwgebied. Verder wordt er plaatselijk (vaak met netten) op deze vleerhond gejaagd.

## Bijzonderheid
In Australië zijn rotstekeningen gevonden die sterk lijken op deze soort.